# Časopis pro děti

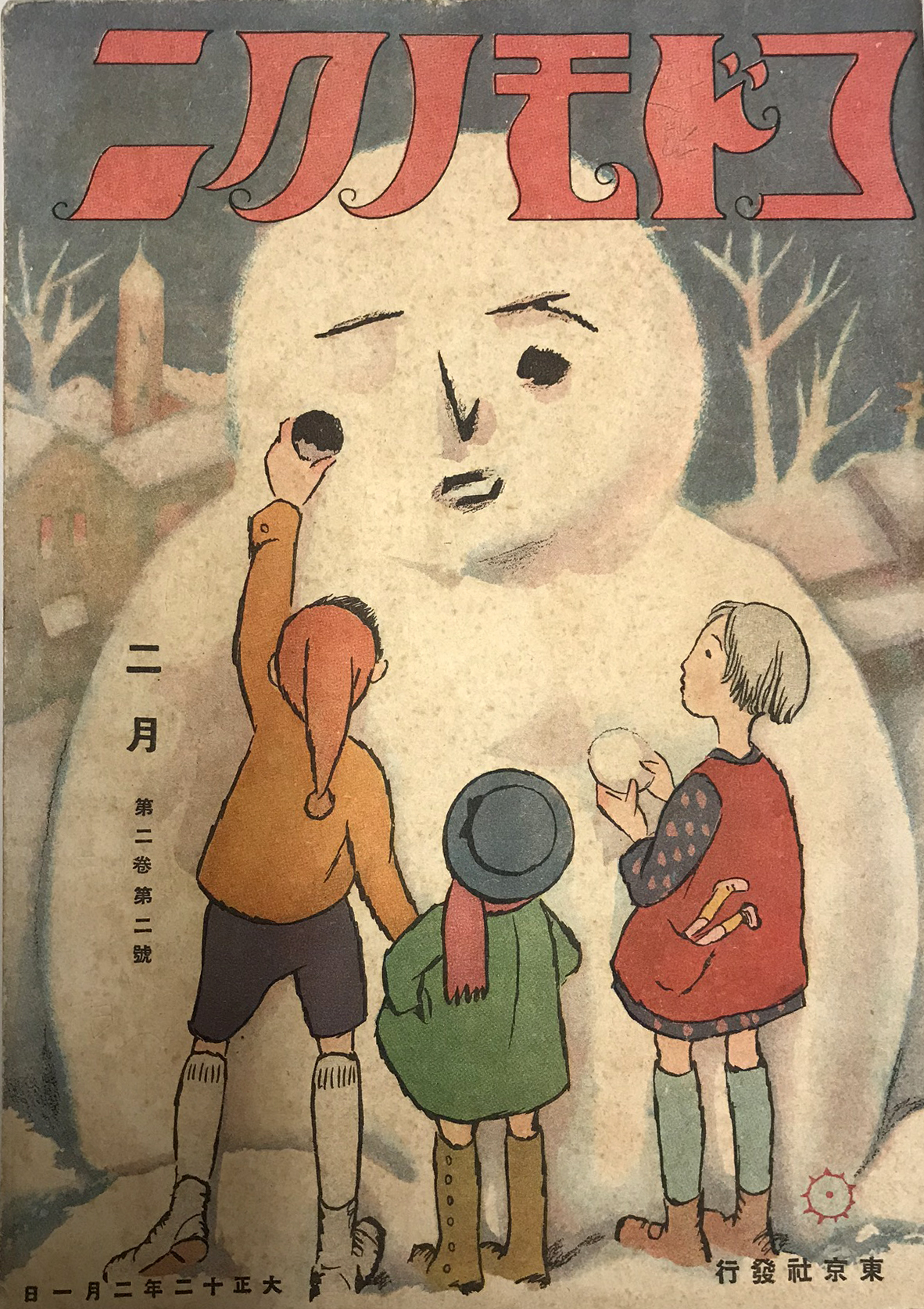
Kodomo no kuni, japonský časopis pro děti

Dětské časopisy jsou časopisy s jasně vymezenou cílovou skupinou, určené dětem.
Dají se rozdělit do podskupin na:
- Časopisy pro předškolní děti
- Časopisy pro I. stupeň základní školy
- Časopisy pro II. stupeň základní školy (někdy se tato skupina nazývá časopisy pro mládež)

Mezi dětské časopisy bývá také řazen komiks (více či méně právem).
Jednotlivé skupiny se od sebe liší především způsobem použití jazyka, grafickým designem, způsobem výkladu, obsahem. Dětské časopisy mohou být rovněž rozděleny dle určeného cíle na časopisy naučné, populárně naučné a zábavné. Dětské časopisy se v Česku ještě stále těší velké oblibě. Navzdory rozvoji internetu zůstávají některé dětské časopisy fenoménem (Čtyřlístek, Kačer Donald). Není výjimkou, že vycházejí i v jiných jazycích než je čeština. Úkolem dětských časopisů je především rozvíjet dětem jazykovou stránku, představivost a logické uvažování.